# بینسوانگن
بینسوانگن (به آلمانی: Binswangen) یک شهر در آلمان است که در بایرن واقع شده‌است.

## خصوصیات
بینسوانگن ۱۱٫۹۱ کیلومترمربع مساحت دارد ۴۴۰ متر بالاتر از سطح دریا واقع شده‌است.